# Real Madrid Castilla
Real Madrid Castilla ist die zweite Mannschaft des spanischen Fußballklubs Real Madrid. Die Mannschaft, die den Talenten des eigenen Nachwuchses als Sprungbrett zum ersten Team dient, spielt in der Primera Federación, der dritthöchsten Spielklasse des spanischen Fußballs.

## Geschichte

### AD Plus Ultra (1947–1972)
Zu Beginn des 20. Jahrhunderts, als der spanische Fußball noch nicht über geregelte Jugendkategorien verfügte, begannen sich befreundete Amateurteams um die renommierten Klubs zu scharen, die zugleich (oft gegen finanzielle Unterstützung) als Talentschmiede dienten.
Im Falle von Real Madrid erfüllten eine Vielzahl von Klubs der spanischen Hauptstadt diese Funktion. Vor dem Spanischen Bürgerkrieg waren dies z. B. Deportivo Pardiñas, Primitiva Amistad, Sociedad Recreativa El Cafeto, Stadium FC, Patria Balompié, Imperio FC, Sociedad Deportiva Leganés. Viele dieser Amateurklubs verschwanden im Zuge des bewaffneten Konflikts. Nach dem Krieg dienten vor allem Ferroviaria, Coppel, Mediodía, Girod und Cifesa Real Madrid als Talentschmieden.
Im Jahre 1947 schloss der damalige Präsident Santiago Bernabéu eine Übereinkunft mit der Agrupación Deportiva Plus Ultra, einem 1930 gegründeten Sportverein, der zu dieser Zeit in der Tercera División (damals dritthöchste Spielklasse) spielte und fortan zur Zweitmannschaft von Real Madrid wurde.

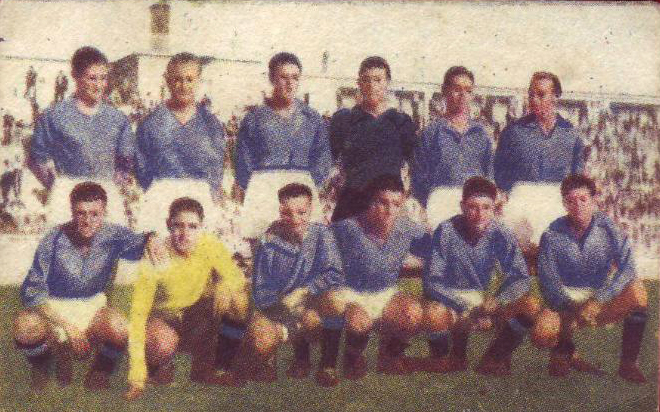
Mannschaft von AD Plus Ultra in der Saison 1949/50.

Das Abkommen war recht simpel: Der „Mutterklub“ sicherte AD Plus Ultra finanzielle Unterstützung zu und erhielt dafür das Recht, jederzeit auf Spieler des Vereins zurückzugreifen oder sie zu übernehmen. Ab 1952 verpflichtete der spanische Verband alle Profiteams zum Betrieb einer klubeigenen Amateurmannschaft. AD Plus Ultra übernahm nun offiziell diese Rolle bei Real Madrid. (Plus ultra (lat. immer weiter) war das Motto von Kaiser Karl V. und ist seitdem offizielles Motto Spaniens.)
Bereits in der Saison 1948/49 hatte die Mannschaft den ersten Platz in der Tercera División erreicht und war erstmals in die Segunda División aufgestiegen, wo sich das Team, mit Ausnahme der Spielzeiten 1953–1955 sowie 1956/57, bis ins Jahr 1963 halten konnte. Ab diesem Zeitpunkt ging es mit AD Plus Ultra sportlich jedoch zusehends bergab, nicht zuletzt nachdem die gleichnamige Versicherungsgesellschaft ihr Sponsoring beendet hatte. In den Saisons 1970/71 und 1971/72 erreichte die Mannschaft nur den 11. bzw. 10. Tabellenplatz in der Tercera División, deshalb entschloss sich Real Madrid im Sommer 1972 zur Schließung des Vereins. Die Lizenz als Real Madrids Zweitmannschaft ging auf Castilla Club de Fútbol über, einem Verein, der am 21. Juni 1972 von Real Madrid selbst gegründet wurde. Der Name entstand in Anlehnung an einem 1931 aus ehemaligen Fußballern des verschwundenen Racing Club Chamberí hervorgegangenen Klub.
Aus der fruchtbringenden Beziehung zwischen Real Madrid und AD Plus Ultra kamen unter anderem Spieler wie Zárraga, Mateos, Marsal, Casado, Vidal, Serena, Grosso oder Vicente del Bosque sowie Trainer Miguel Muñoz in den Profikader der Königlichen. Auch Luis Aragonés, späterer Star des Lokalrivalen Atlético Madrid, spielte in seiner Jugend für Real Madrids Filialteam.

### Castilla CF (1972–1990)

Logo von Castilla CF.

Unter dem Namen Castilla CF sollte die „Reserve“ Real Madrids die erfolgreichste Epoche durchleben. In der Spielzeit 1973/74 stand der spätere Defensivstar Real Madrids sowie des Nationalteams José Antonio Camacho in den Reihen der Mannschaft. In der Saison 1977/78 beendete das Team die neugegründete Segunda División B, die fortan die Tercera División als dritte Spielklasse ablöste, auf dem ersten Rang und stieg in die Segunda División auf. In der Saison 1979/80 erreichte Castilla CF überraschend das Endspiel um den spanischen Pokal (Copa del Rey), nachdem die Mannschaft gegen namhafte Gegner wie Racing Santander und die damaligen Erstdivisionäre Hércules Alicante, Athletic Bilbao, Real Sociedad und Sporting Gijón siegreich blieb. Dort unterlag man dem „Mutterteam“ Real Madrid im Estadio Santiago Bernabéu mit 1:6. Im Kader der Filiale stand auch Ricardo Gallego, der sich in der Folge sowohl in der ersten Mannschaft der Königlichen, als auch in der spanischen Nationalmannschaft einen Namen machte.
Dies berechtigte auch zur Teilnahme am Europapokal der Pokalsieger der Saison 1980/81, ein Erfolg, der unter Filialteams in Europa bis heute einzigartig ist. In der ersten Runde schied die Mannschaft allerdings nach Verlängerung gegen West Ham United aus (HS: 3:1, RS: 1:5 n. V.). In den Reihen von Castilla CF stand damals Verteidiger Miguel Porlan „Chendo“, der von 1982 bis 1998 zahlreiche Erfolge in der ersten Mannschaft feierte.
In der Saison 1983/84 wurde Castilla CF schließlich Meister der Segunda División, durfte aber aufgrund der Regelung, dass Filialteams nicht in derselben Spielklasse wie die erste Mannschaft antreten dürfen, nicht in die erste Liga aufsteigen. Teil des Kaders war die legendäre Quinta del Buitre, ein Jahrgang bestehend aus den Spielern Emilio Butragueño, Rafael Martín Vázquez, Manolo Sanchís, Míchel und Miguel Pardeza, die zahlreiche Erfolge in der ersten Mannschaft feiern sollten. Auch dem damaligen Torhüter von Castilla CF José Manuel Ochotorena gelang der Sprung ins A-Team.
Weitere berühmte Spieler jener Tage, die sich jedoch als Profis in anderen Mannschaften einen Namen machten, sind beispielsweise der Star von Atlético Madrid und Real Valladolid José Luis Caminero oder Torhüter Santiago Cañizares, der insbesondere beim FC Valencia zahlreiche Erfolge feierte.
Im Jahr 1990 musste die Zweitmannschaft aufgrund eines Dekrets des spanischen Fußballverbandes in Real Madrid B umbenannt werden. Dieser Akt stieß bei den Fans auf wenig Gegenliebe, weshalb die zweite Mannschaft den Spitznamen el Castilla als die umgangssprachliche Bezeichnung behielt. Zeitgleich erfolgte nach zwölf Saisons in der Segunda División der Abstieg in die dritte Spielklasse.

### Real Madrid B (1990–2005)
Bereits unter der Bezeichnung Real Madrid B gelang in der Saison 1990/91 der sofortige Wiederaufstieg in die Segunda División. Dort sollte sich die Mannschaft, mit beachtlichen Resultaten wie Platz vier 1995/96 oder zwei sechsten Rängen 1992/93 und 1993/94, bis 1997 halten. In jener Epoche schafften zahlreiche Spieler über das B-Team den Sprung in den ersten Kader Real Madrids. Beispiele hierfür sind zwei spätere Klublegenden wie Raúl und Guti. Doch auch Alfonso Pérez Muñoz, Dani García Lara, Ismael Urzaiz, Pedro Contreras, Víctor Sánchez und Víctor Fernández sowie der Argentinier Juan Esnáider oder der Nigerianer Mutiu Adepoju, die ihre größten Erfolge bei anderen Vereinen feiern sollten, durchliefen damals die Talentschmiede der Königlichen. In der Saison 1996/97 erfolgte der Abstieg in die dritte Spielklasse, obwohl der Kader gespickt mit zahlreichen jungen spanischen und internationalen Talenten war. Der Argentinier Esteban Cambiasso, später Starspieler bei Inter Mailand und seiner Nationalmannschaft, spielte in jener Saison ebenso für Real Madrid B wie die Brasilianer César Luís Prates und Iarley sowie die Spanier García Calvo, Javi Guerrero und Mista. Auch Samuel Eto’o, der seine größten Erfolge beim Erzrivalen FC Barcelona feiern sollte, stand in jener Spielzeit im Kader der Zweitmannschaft, das Reglement des spanischen Verbandes erlaubte jedoch aufgrund seines jugendlichen Alters keinen Einsatz.
Die folgenden acht Spielzeiten verbrachte die Mannschaft in der Segunda División B. Dennoch gelangten neben dem späteren Startorhüter Iker Casillas auch Ergänzungsspieler wie Raúl Bravo, Francisco Pavón, Álvaro Mejía, Borja Fernández oder Antonio Núñez sukzessive in die erste Mannschaft. Der langersehnte Aufstieg glückte in der Saison 2004/05, als die von Juan Ramón López Caro trainierte Mannschaft die Gruppe I der Segunda B gewinnen konnte und sich im Aufstiegs-Play-off gegen Real Saragossa B und UB Conquense durchsetzte. Das entscheidende Rückspiel gegen Conquense bestritt das Team vor 57.326 Zuschauern im Estadio Santiago Bernabéu, ein neuer Rekord für die dritte Spielklasse in Spanien. In der Mannschaft standen einige Fußballer, die sich später einen Namen als Profis machen sollten, wie Torhüter Diego López oder die Feldspieler Álvaro Arbeloa, Juanfran, Javi García, José Manuel Jurado, Rubén de la Red, Borja Valero und Roberto Soldado. Im Sommer 2005 entschloss sich die Klubführung Real Madrids im Zuge der Euphorie um den Wiederaufstieg in die Segunda División zu einer Namensänderung in Real Madrid Castilla, was der spanische Fußballverband auf Antrag genehmigte.

### Real Madrid Castilla (seit 2005)

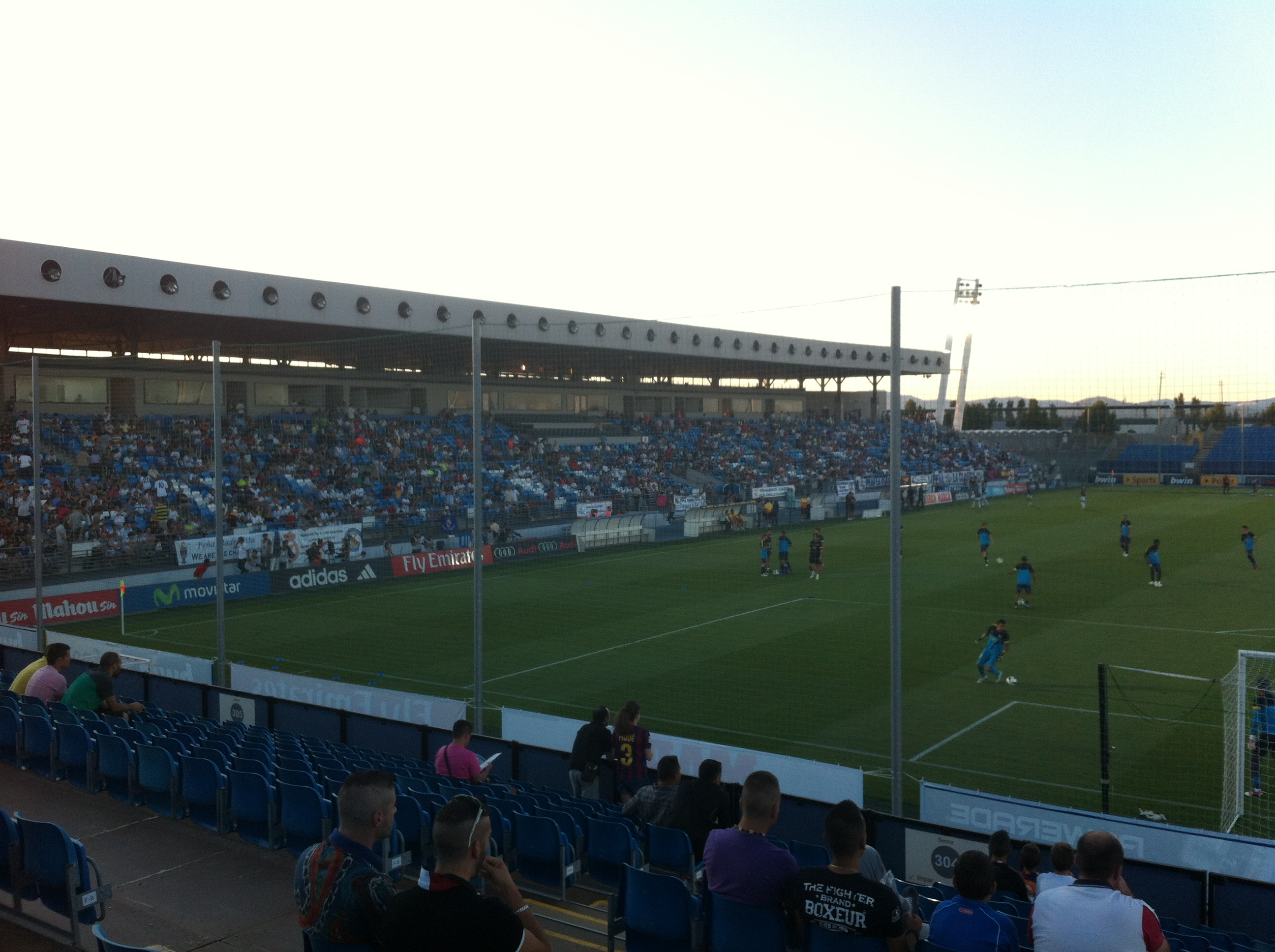
Das Estadio Alfredo di Stéfano, Heimstätte von Real Madrid Castilla.

Nach einer guten ersten Saison in der zweiten Spielklasse, bei der man am Ende auf dem 11. Platz landete, konnte Real Madrid Castilla die Liga in ihrer zweiten Saison nur auf dem 19. Rang beenden, es erfolgte der Abstieg in die Segunda División B.
In der dritten Liga sollte die Mannschaft fünf Saisons bleiben. 2010/11 erreichte das Team zwar das Aufstiegs-Play-off, scheiterte dort jedoch in der ersten Runde an CD Alcoyano. In der Saison 2011/12 jedoch gewann Real Madrid Castilla ihre Gruppe überlegen mit 14 Punkten Vorsprung auf den Zweitplatzierten CD Teneriffa. Im Aufstiegs-Play-off traf die junge Mannschaft auf den Mitfavoriten FC Cádiz, konnte sich jedoch nach Hin- und Rückspiel klar mit 8:1 durchsetzen und stieg somit zur Saison 2012/13 wieder in die Segunda División auf. Darüber hinaus setzte sich Real Madrid Castilla im Aufeinandertreffen um den Meistertitel der Segunda B gegen CD Mirandés sowohl auswärts als auch im Estadio Alfredo di Stéfano mit jeweils 3:0 durch. Nach der Saison 2013/14 stieg die Mannschaft wieder in die Segunda División B ab. Zur Saison 2014/15 übernahm Zinédine Zidane die Mannschaft. Nachdem dieser im Januar 2016 zum Cheftrainer der ersten Mannschaft befördert worden war, übernahm Luis Miguel Ramis das Team.
Bislang schafften die Spanier Álvaro Arbeloa, Rubén de la Red, Juan Mata, Roberto Soldado, Álvaro Negredo, Borja Valero, Javi García, Juanfran, Nacho, Dani Carvajal, José Callejón, Álvaro Morata, Kiko Casilla, Rodrigo Moreno, Diego Llorente, Sergio Reguilón und Óscar Rodríguez sowie der Brasilianer Filipe Luís, der Russe Denis Tscheryschew, der Ungar Ádám Szalai, der Peruaner Cristian Benavente, der Äquatorialguineer Javier Balboa, der Österreicher Philipp Lienhart oder der Marokkaner Achraf Hakimi nicht nur den Sprung vom neuen FC Castilla zu einem Erstligisten, sondern debütierten darüber hinaus auch in ihren jeweiligen Nationalmannschaften.

## Stadien
Im Jahr 1947, als Real Madrid AD Plus Ultra als Zweitmannschaft übernahm, spielte diese im Velódromo de Ciudad Lineal, einem Stadion, das in der Saison 1923/24 bereits Real Madrid als zeitweilige Heimstätte gedient hatte und rund 8.000 Zuschauer fasste. Im Velódromo de Ciudad Lineal, welches ab 1966 den Namen des langjährigen Präsidenten von AD Plus Ultra Antonio Borrachero trug, sollte die Zweitmannschaft von Real Madrid bis 1972 ihre Heimspiele bestreiten. Von 1972 bis 2004 spielte Castilla CF bzw. Real Madrid B in der Ciudad Deportiva del Real Madrid, dem 1963 eröffneten Trainingsgelände von Real Madrid am Paseo de la Castellana. Das Hauptstadion des Sportareals fasste rund 6.000 Zuschauer und sollte der Zweitmannschaft des Klubs 32 Jahre lang als Heimstätte dienen. Als das Trainingsgelände im Jahr 2001 verkauft und 2004 abgerissen wurde, musste Real Madrid B vorübergehend in die Ciudad del Fútbol, dem Sitz des Spanischen Fußballverbandes in Las Rozas de Madrid, ausweichen, wo die Mannschaft die Saison 2004/05 der Segunda División B bestritt. Das Aufstiegsplayoff 2005 spielte das Team im Estadio Santiago Bernabéu und stellte am 26. Juni 2005 gegen UB Conquense mit 57.326 Zuschauern einen neuen Rekord für eine Begegnung der dritten Spielklasse in Spanien auf. Auch die ersten Spiele der Segunda División 2005/06 fanden im Estadio Bernabéu statt, bevor die B-Mannschaft des Klubs schließlich am 1. Oktober 2005 in das neu eingeweihte Trainingsgelände Ciudad Real Madrid übersiedeln konnte, wo man zunächst im Campo 7, mit einem Fassungsvermögen von rund 3.000 Zuschauern, die Heimspiele bestritt. Am 21. Mai 2006 wechselte Real Madrid Castilla in das neu eingeweihte Estadio Alfredo di Stéfano, einem Stadion mit rund 6.000 Sitzplätzen welches insbesondere für die Wettbewerbsspiele der Zweitmannschaft errichtet wurde.
| Name                                                    | Zuschauer | Zeitraum  |
| ------------------------------------------------------- | --------- | --------- |
| Velódromo de Ciudad Lineal / Estadio Antonio Borrachero | 08.000    | 1947–1972 |
| Ciudad Deportiva del Real Madrid                        | 06.000    | 1972–2004 |
| Ciudad del Fútbol                                       | 01.400    | 2004–2005 |
| Estadio Santiago Bernabéu                               | 80.354    | 2005      |
| Ciudad Real Madrid (Campo 7)                            | 03.000    | 2005–2006 |
| Estadio Alfredo Di Stéfano                              | 06.000    | seit 2006 |

## Bekannte ehemalige Spieler
- Mutiu Adepoju
- Marcos Alonso
- Luis Aragonés
- Álvaro Arbeloa
- Emilio Butragueño
- José Callejón
- José Antonio Camacho
- Esteban Cambiasso
- Santiago Cañizares
- Casemiro
- Iker Casillas
- Rubén de la Red
- Vicente del Bosque
- Juan Esnáider
- Samuel Eto’o
- Filipe Luís
- Ricardo Gallego
- García Calvo
- Raúl
- Ramón Grosso
- Guti
- Achraf Hakimi
- Juanfran
- Philipp Lienhart
- Ramón Marsal
- Rafael Martín Vázquez
- Juan Mata
- Enrique Mateos
- Míchel
- Mista
- Álvaro Morata
- Martin Ødegaard
- Miguel Pardeza
- César Luís Prates
- Álvaro Negredo
- José Luis Caminero
- Alfonso Pérez Muñoz
- Miguel Porlan „Chendo“
- Flemming Povlsen
- Poli Rincón
- Rodrygo
- Isidoro San José
- Víctor Sánchez
- Manolo Sanchís
- Christopher Schorch
- Jesús Solana
- Roberto Soldado
- Ádám Szalai
- Ismael Urzaiz
- Borja Valero
- Federico Valverde
- Manuel Velázquez
- Vinícius Júnior
- José María Zárraga

## Trainer
- Miguel Muñoz (1958–1959)
- Amancio Amaro (1982–1984)
- Vicente del Bosque (1985–1990)
- Rafael Benítez (1993–1995)
- Francisco Buyo (2000–2001)
- Juan Ramón López Caro (2001–2005)
- Zinédine Zidane (2014–2016)
- Raúl (seit 2019)

## Erfolge
- Teilnehmer am Europapokal der Pokalsieger: 1980/81
- Finalist Copa del Rey: 1979/80
- Meister Segunda División (1): 1983/84
- Meister Segunda División B (4): 1990/91, 2001/02, 2004/05, 2011/12
- Meister Tercera División (damals dritte Spielklasse) (6): 1948/49, 1954/55, 1956/57, 1963/64, 1965/66, 1967/68

### Statistiken
- Spielzeiten in der Segunda División: 33
- Spielzeiten in der Segunda División B: 22
- Primera División RFEF (3. Liga seit 2021/22): 2
- Spielzeiten in der Tercera División (damals dritte Spielklasse): 19
- Debüt in der Segunda División: 1949/50
- Beste Platzierung: 1. (Segunda División 1983/84)

Die Zweitmannschaft Real Madrids ist bislang nie aus der dritten Spielklasse abgestiegen.